# Sistrurus tergeminus
Sistrurus tergeminus – gatunek jadowitego węża z podrodziny grzechotnikowatych (Crotalinae) w obrębie rodziny żmijowatych (Viperidae).
SystematykaGatunek ten opisał w 1823 roku amerykański przyrodnik Thomas Say w I tomie publikacji pod redakcją Edwina Jamesa Account of an expedition from Pittsburgh to the Rocky Mountains, performed in the years 1819 and '20.... Say nadał nowemu gatunkowi nazwę Crotalus tergeminus, zaś jako miejsce typowe wskazał obszar między rzeką Missisipi a Górami Skalistymi. Takson ten przez wiele lat uznawany był za podgatunek grzechotniczka pospolitego (Sistrurus catenatus), podobnie jak Sistrurus catenatus edwardsii. W 2011 roku Kubatko, Gibbs i Bloomquist wykazali, że populacje S. t. tergeminus i S. t. edwardsii są genetycznie nierozróżnialne i tworzą klad odrębny od S. catenatus. Choć autorzy ci nie nadali temu kladowi nazwy, to priorytet ma nazwa Sistrurus tergeminus, gdyż jest starsza od edwardsii.
MorfologiaOsobniki dorosłe osiągają zwykle długość od 45 cm do maksymalnie około 65 cm. Ciało barwy szarej lub brązowoszarej z ciemnymi plamami. Ubarwiony podobne jak Sistrurus catenatus, lecz jest dużo jaśniejszy.
Zasięg występowaniaWystępuje w środkowych i południowych USA na terenie następujących stanów: Arizona, Iowa, Kansas, Kolorado, Missouri, Nebraska, Nowy Meksyk, Oklahoma i Teksas, oraz w północnym Meksyku w stanach Coahuila, Nuevo León i Tamaulipas (być może także na północy stanu Chihuahua).
PożywienieŻywi się drobnymi kręgowcami.